# Saint-Germain-le-Gaillard, Manche
Saint-Germain-le-Gaillard är en kommun i departementet Manche i regionen Normandie i norra Frankrike. Kommunen ligger i kantonen Les Pieux som tillhör arrondissementet Cherbourg. År 2022 hade Saint-Germain-le-Gaillard 795 invånare.

## Befolkningsutveckling
Antalet invånare i kommunen Saint-Germain-le-Gaillard
| Referens: INSEE |